# Бальма, Жак
Жак Бальма (1762—1834) — савойский горный проводник, считающийся одним из первых альпинистов в мире.
Родился в Шамони, на тот момент части Савойского герцогства. По роду занятий был охотником на серн и собирателем кристаллов. 8 августа 1786 года вместе с врачом Мишелем-Габриэлем Паккардом совершил первое в истории восхождение на гору Монблан, за что был удостоен королём Сардинии Виктором Амадеем III титула Ле Монблан и получил награду, обещанную за 25 лет до этого Орасом Бенедиктом де Соссюром человеку, который покорит Монблан. 3 августа 1787 года Бальма был проводником Соссюра и его группы из 17 человек в их восхождении на высочайшую гору в Западной Европе.
Во время Наполеоновских войн, когда Савойя стала частью Франции, Бальма стал членом Совета коммуны и предпринял неудачную попытку начать разводить в родной долине Шамони овец-мериносов.
Написал книгу о своём восхождении на Монблан, которая поздними критиками была оценена негативно ввиду найденного в ней большого количества неточностей и преувеличений. Погиб в 1834 году в Сикст-Фер-а-Шеваль, сорвавшись со скалы в процессе поисков золота.